# Pętla (lotnictwo)

Pętla

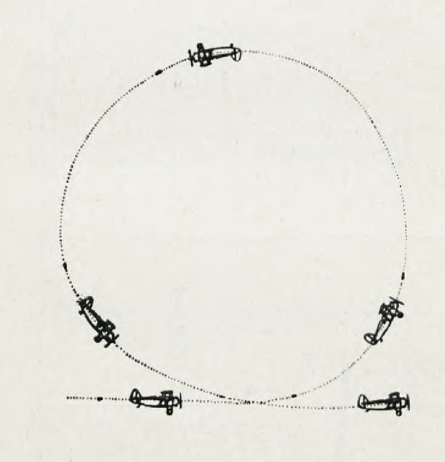
Pętla

Pętla – najstarsza figura akrobacji lotniczej, wykonywana w płaszczyźnie pionowej w postaci zamkniętej krzywej, przypominającą pętlę. Pierwsza połowa pętli do górnego punktu wykonywana jest zwykle dzięki nadmiarowi ciągu, druga  zaś jest wykonywana przy małych  obrotach silnika dzięki składowej ciężaru.
Sterowanie polega na użyciu jedynie drążka sterowego i sprzężonego z nim steru wysokości.
Rozróżniamy pętle:
- zwykła
- odwrócona.

W pętli zwykłej (klasycznej) głowa pilota jest skierowana do środka zataczanego okręgu, występują w niej przeciążenia dodatnie.
W pętli odwróconej (inaczej plecowej) głowa pilota jest na zewnątrz zataczanego kręgu, występują w niej przeciążenia ujemne.
Przeciążenie jest największe w momencie wprowadzania tej figury i jej kończenia. Pętlę może wykonać przystosowany do tego samolot, szybowiec, a nawet niektóre śmigłowce.
Figura ta nazywana jest też pętlą Niestierowa od nazwiska rosyjskiego pilota, który wykonał ją w 1913 roku nad lotniskiem w Kijowie.